# Футбол на Панамериканских играх 1955

Второй турнир по футболу в рамках Панамериканских игр прошёл в Мехико (Мексика) с 13 марта по 22 марта 1955 года. Четыре команды соревновались за титул с Аргентиной. После группового раунда прошла стадия плей-офф.

## Матчи
| Поз | Клуб                             | М | В | Н | П | МЗ | МП | РМ  | О  | Квалификация и выбывание       |
| --- | -------------------------------- | - | - | - | - | -- | -- | --- | -- | ------------------------------ |
| 1   | Аргентина                        | 6 | 5 | 1 | 0 | 23 | 7  | +16 | 16 | Квалификация в финальный раунд |
| 2   | Мексика                          | 6 | 1 | 3 | 2 | 10 | 13 | −3  | 6  | Квалификация в финальный раунд |
| 3   | Нидерландские Антильские острова | 6 | 2 | 0 | 4 | 11 | 13 | −2  | 6  |                                |
| 4   | Венесуэла                        | 6 | 1 | 2 | 3 | 9  | 20 | −11 | 5  |                                |

| Мексика   | 1 — 1 | Венесуэла                        |
| Аргентина | 4 — 2 | Нидерландские Антильские острова |
| Мексика   | 2 — 3 | Нидерландские Антильские острова |
| Аргентина | 5 — 0 | Венесуэла                        |
| Венесуэла | 3 — 2 | Нидерландские Антильские острова |
| Мексика   | 0 — 3 | Аргентина                        |
| Мексика   | 3— 3  | Венесуэла                        |
| Аргентина | 2 — 1 | Нидерландские Антильские острова |
| Аргентина | 6 — 1 | Венесуэла                        |
| Мексика   | 1 — 0 | Нидерландские Антильские острова |
| Венесуэла | 1 — 3 | Нидерландские Антильские острова |
| Мексика   | 3 — 3 | Аргентина                        |

## Награды
| Панамериканские игры 1955 |
| Аргентина Второй титул    |